# Matthew Needham
Pour les articles homonymes, voir Needham.
Matthew Needham, né le 13 avril 1984 à Kingston upon Thames (Royaume-Uni), est un acteur de théâtre et de télévision britannique. Il s'est fait connaitre en 2007 pour son rôle dans la série télévisée Casualty. Depuis 2022 il joue un des rôles principaux dans House of the Dragon.

## Biographie
Matthew Needham naît le 3 avril 1984  à Kingston upon Thames.
Il  fait ses débuts à la télévision en 2007, et joue pendant trois saisons dans la série Casualty le rôle du jeune médecin Toby De Silva.
Matthew Needham mène également une carrière au théâtre, notamment au sein de la Royal Shakespeare Company. En 2011 il est nommé aux Ian Charleson Awards pour son interprétation de Néron dans la pièce Britannicus, de Jean Racine mise en scène par Irina Brown (en) au Wilton's Music Hall (en).
Depuis 2022, il interprète le rôle de Larys Fort (Larys Strong en VO), le conseiller manipulateur de la reine Alicent, dans la série House of the Dragon, série dérivée de Game of Thrones,.
En 2023 il incarne Lucien Bonaparte au cinéma dans le film Napoléon de Ridley Scott.

## Théâtre
- 2009 : Les Raisins de la colère, de Frank Galati, adaptation de l'œuvre de John Steinbeck (Chichester Festival Theatre (en)) : Noah
- 2011 : Britannicus, de Jean Racine, mise en scène par Irina Brown (en) (Wilton's Music Hall (en)) : Néron
- 2013 : Titus Andronicus, de Shakespeare, mise en scène par Michael Fentiman (en) (Swan Theatre) : Lucius
- 2013 : Candide, de Voltaire, mise en scène par Lyndsey Turner (Swan Theatre) : Candide
- 2015 : Titus Andronicus, de Shakespeare, mise en scène par Lucy Bailey (en) (Wilton's Music Hall (en)) : Saturninus
- 2015 : Le Juif de Malte, de Christopher Marlowe, mise en scène par Justin Audibert (Swan Theatre) : Pilia Borza
- 2018 : Summer and Smoke, de Tennessee Williams, mise en scène par Rebecca Frecknall (en) (Almeida Theatre) : John Buchannan

## Filmographie

### Cinéma
- 2015 : Shakespeare's Globe: Titus Andronicus de Lucy Bailey (en) : Saturninus
- 2015 : Shakespeare's Globe: The Comedy of Errors de Blanche McIntyre : Antipholus d'Éphèse
- 2015 : Stutterer de Serena Armitage (en) (court métrage) : Greenwood Carsen
- 2015 : Le Rituel de David Bruckner : Junkie
- 2023 : Napoléon de Ridley Scott : Lucien Bonaparte

### Télévision
- 2007-2009 : Casualty : Toby De Silva (61 épisodes)
- 2010 : Sherlock : Bezza (saison 1, épisode 3 : Le Grand Jeu)
- 2011 : Monroe : David Foster (saison 1, épisode 3)
- 2016 : The Hollow Crown : Basset (saison 2, épisodes 1 et 3)
- 2017 : Les Enquêtes de Morse : Dudley Jessop (saison 4, épisode 2)
- 2018 : Doctors : Kieran Barnes (saison 19, épisode 145)
- 2019 : Chernobyl : Dmitri (épisode 2)
- 2019 : Bienvenue à Sanditon : Mr Crowe (saison 1, 7 épisodes)
- 2021 : Doctor Who : Old Swarm (saison 13, épisodes 1 et 3)
- 2022-present : House of the Dragon : Larys Fort (Larys Strong en VO) (13 épisodes)
- 2023 : De grandes espérances (Great Expectations) : Old Swarm (4 épisodes)